# Luca Marini
Luca Marini, född 10 augusti 1997 i Urbino, är en italiensk roadracingförare. Marini tävlade 2016-2020 i världsmästerskapen i Moto2 i Grand Prix Roadracinginnan han flyttades upp till MotoGP 2021.  
2022 tävlar Marini för VR46 Team i MotoGP halvbror till roadracingföraren Valentino Rossi.

## Tävlingskarriär
Marini tävlade i italienska Moto3-mästerskapen 2013 och spanska 2014. Säsongen 2015 körde han europeiska Moto2-mästerskapen och blev femma. Han gjorde en widcard-start i Moto3 2012 och en i Moto2 2015
Marini började köra VM på heltid i Moto2-klassen 2016. Han körde för stallet Forward Racing på en Kalex motorcykel 2016-2017 och från säsongen 2018 för Sky VR46 Racing. Efter en svag inledning på 2018 började Marini prestera goda resultat. Sin första Grand Prix-seger tog Marini den 4 november 2018 i Malaysia. Han slutade på sjunde plats i VM. Marini fortsatte i samma team 2019 och tog sjätteplatsen i VM. Även Roadracing-VM 2020 körde Marini för Sky VR46.

### VM-säsonger
| Säsong | Klass  | VM- plac. | Poäng | 1/2/3- plac. | Starter | Motorcykel | Team                    | Startnr |
| ------ | ------ | --------- | ----- | ------------ | ------- | ---------- | ----------------------- | ------- |
| 2013   | Moto3  | -         |       | - / - / -    | 1       | FTR Honda  | Twelve Racing           | 97      |
| 2015   | Moto2  | -         | 0     | - / - / -    | 1       | Kalex      | Pons Racing Junior Team | 9       |
| 2016   | Moto2  | 23        | 34    | - / - / -    | 18      | Kalex      | Forward Team            | 10      |
| 2017   | Moto2  | 15        | 59    | - / - / -    | 16      | Kalex      | Forward Racing Team     | 10      |
| 2018   | Moto2  | 7         | 147   | 1 / 2 / 2    | 18      | Kalex      | Sky Racing Team VR46    | 10      |
| 2019   | Moto2  | 6         | 190   | 2 / 1 / 1    | 19      | Kalex      | Sky Racing Team VR46    | 10      |
| 2020   | Moto2  | 2         | 196   | 3 / 3 / -    | 15      | Kalex      | Sky Racing Team VR46    | 10      |
| 2021   | MotoGP | 19        | 41    | - / - / -    | 18      | Ducati     | Sky VR46 Avintia        | 10      |
| 2022   | MotoGP | 12*       | 82*   | - / - / -    | 14      | Ducati     | Mooney VR46 Racing Team | 10      |

## Framskjutna placeringar
Uppdaterad till 2020-12-31.
| Nr | Grand Prix | År   |
| -- | ---------- | ---- |
| 1  | Malaysia   | 2018 |
| 2  | Thailand   | 2019 |
| 3  | Japan      | 2019 |
| 4  | Spanien    | 2020 |
| 5  | San Marino | 2020 |
| 6  | Katalonien | 2020 |

| Nr | Grand Prix | År   |
| -- | ---------- | ---- |
| 1  | Tjeckien   | 2018 |
| 2  | Thailand   | 2018 |
| 3  | Italien    | 2019 |
| 4  | Andalusien | 2020 |
| 5  | Österrike  | 2020 |
| 6  | Portugal   | 2020 |

| Nr | Grand Prix | År   |
| -- | ---------- | ---- |
| 1  | Tyskland   | 2018 |
| 2  | Österrike  | 2018 |
| 3  | TT Assen   | 2019 |